# 사랑의 선물
"사랑의 선물"은 2019년에 개봉한 대한민국의 영화이다.

## 캐스팅
- 문영동 : 강호 역
- 김소민 : 소정 역
- 김려원 : 효심 역
- 라경덕
- 김종구
- 임은연
- 송창규
- 류송